# 小矮魮
小矮魮（学名：Barbus pumilus）為輻鰭魚綱鯉形目鯉科的其中一個種。分布於非洲尼羅河及努比亞湖流域，本魚嘴小，具不完全的側線，淡黃色的背面，鱗片有黑色邊緣，在頭部兩側上具黑色的線或斑紋從吻尖到鰓蓋，背鰭軟條11枚；臀鰭軟條8枚，體長可達2.3公分。
其种加词“pumilus”意为“矮小的”。